# Claude Bruyas
Pour les articles homonymes, voir Bruyas.
Claude Bruyas est un homme politique français né le 4 janvier 1892 à Thurins (Rhône) et décédé le 9 juillet 1966 à Lyon (Rhône).
Industriel à Lyon, il est conseiller municipal de Lyon et conseiller général. Il est député du Rhône de 1928 à 1936, inscrit au groupe radical.

## Source
- « Claude Bruyas », dans le Dictionnaire des parlementaires français (1889-1940), sous la direction de Jean Jolly, PUF, 1960 [détail de l’édition]